# 喬丹 (明尼蘇達州)
喬丹（英語：Jordan）是一個位於美國明尼蘇達州斯科特縣的城市。

## 人口
根據2020年美國人口普查的數據，喬丹的面積為8.53平方千米，當中陸地面積為8.47平方千米，而水域面積為0.06平方千米。當地共有人口6656人，而人口密度為每平方千米780人。